# Neue Isenburg
De Isenburg, vaak Neue Isenburg genoemd om hem van zijn ca. 10 km verderop liggende voorganger te onderscheiden, is een burchtruïne in de Duitse stad Essen. De burcht werd rond 1240 gebouwd en ruim veertig jaar later verwoest.

## Geschiedenis
Toen Frederik van Altena-Isenberg in 1226 was terechtgesteld, werden zijn bezittingen, waaronder zijn stamslot, de Isenburg, en erfelijke leenrechten en landvoogdijen, afgenomen. Vanaf ongeveer 1230 probeerde zijn oudste zoon, Diederik I van Limburg, de bezittingen van zijn vader weer terug te krijgen. Rond 1240 liet hij, om zijn aanspraak op de landvoogdij van de abdijen van Essen en Werden te ondersteunen, op het grondgebied van de Abdij van Werden, de Neue Isenburg bouwen. Daarmee provoceerde hij Koenraad van Hochstaden, de aartsbisschop van Keulen, die het kasteel in 1244 na een beleg veroverde. Vier jaar later deed Diederik I ook formeel afstand van de burcht, waarna het kasteel door het aartsbisdom als militair steunpunt en gevangenis werd gebruikt. Na de door aartsbisschop Siegfried van Westerburg verloren Slag bij Woeringen in 1288 maakte een van diens tegenstanders, Everhard I van der Mark, van de gelegenheid gebruik om enkele Keulse kastelen, waaronder ook de Neue Isenburg, af te breken.

## Beschrijving
De burcht bevond zich op een bergrug ongeveer 100 m boven het Ruhrdal, waar sinds de jaren 30 van de twintigste eeuw een stuwmeer ligt, de Baldeneysee. Het kasteel was 135 m lang en 45 m breed en bestond uit een hoofdburcht in het oosten en een grotere voorburcht in het westen, die door een 6 m brede gracht van elkaar gescheiden werden. In de hoofdburcht bevonden zich onder meer de hoofdtoren en een representatief woongebouw. In de voorburcht bevonden zich de bedrijfsgebouwen.
De zichtbare delen van het kasteel stammen voornamelijk uit de jaren 30 van de twintigste eeuw, toen ondergrondse muurresten opnieuw opgemetseld werden.